# فرانکو روستی
فرانکو روستی (ایتالیایی: Franco Rossetti؛ ۱ اکتبر ۱۹۳۰ – ۱۱ ژوئن ۲۰۱۸) کارگردان فیلم، فیلم‌نامه‌نویس و تهیه‌کننده فیلم اهل ایتالیا بود.
از فیلم‌هایی که وی در آن‌ها نقش داشته‌است، می‌توان به اسب عریان و اون حرکتی که خیلی دوستش دارم اشاره نمود.